# Dick Joyce
Dick Joyce, né le 1er mai 1946 à Wellington, est un rameur d'aviron néo-zélandais.

## Carrière
Dick Joyce participe aux Jeux olympiques d'été de 1968 et remporte le titre olympique en quatre barré.
Lors des Jeux olympiques d'été de 1972, il remporte une nouvelle médaille d'or dans l'épreuve du huit.